# Gloria Patri
Gloria Patri oldkristen doxologi, eller lovprisningsbøn og er den første orden i den mindre doxologi. Den benyttes ofte i kombination med andre bønner, som f.eks. i rosenkransbønnen og i tidebønnerne. Den er særlig anvendt i Den katolske kirke, men indholdet er af en fælleskristen art.
Dansk.
| Citat | Æred være Faderen og Sønnen og Helligånden, så som det var i begyndelsen, nu er, og skal være, fra Evighed til Evighed, Amen. | Citat |
|       | |       |

Latin
| Citat | Gloria Patri et Filio et Spiritui Sancto, sicut erat in principio et nunc et semper, et in sæcula sæculorum, Amen. | Citat |
|       | |       |